# 24.º Regimiento de Instrucción Aérea
El 24.º Regimiento de Instrucción Aérea (24. Flieger-Ausbildungs-Regiment) fue una unidad militar de la Luftwaffe de la Alemania nazi.

## Historia
Formada el 1 de abril de 1939 en Krems-Feuerbrunn desde el 24.º Batallón de Reemplazo Aéreo con:
- Stab.
- I Batallón de Instrucción desde el 24.º Batallón de Reemplazo Aéreo.
- Escuela Elemental de Vuelo (Escuela/24.º Regimiento de Instrucción Aérea) (Nueva desde el 1 de mayo de 1939).

El II Batallón de Instrucción fue formada en 1940, mientras la Escuela/24.º Regimiento de Instrucción Aérea y deja el regimiento el 1 de octubre de 1941, y se convirtió en la 24.º Escuela Mixta Experimental Superior. Trasladado a Vyškov en junio de 1939(?), Olmütz en noviembre de 1939. El 16 de agosto de 1942 es redesignado como el 24.º Regimiento Aéreo.

## Comandantes
- Coronel Wolfgang Weese - (1 de abril de 1939 - 1 de abril de 1940)
- Coronel Erhard Schmidt - (1 de abril de 1940 - 25 de octubre de 1942)

## Orden de Batalla
- 1939 – 1940: Stab, I. (1-5), 6., 7., Escuela.
- 1941 – 1942: Stab, I. (1-5), 7., II. (8-12).